# Mézières-en-Gâtinais
Mézières-en-Gâtinais is een gemeente in het Franse departement Loiret (regio Centre-Val de Loire) en telt 247 inwoners (2005). De plaats maakt deel uit van het arrondissement Montargis.

## Geografie
De oppervlakte van Mézières-en-Gâtinais bedraagt 10,0 km², de bevolkingsdichtheid is 24,7 inwoners per km².
De onderstaande kaart toont de ligging van Mézières-en-Gâtinais met de belangrijkste infrastructuur en aangrenzende gemeenten.

## Demografie
Onderstaande figuur toont het verloop van het inwonertal (bron: INSEE-tellingen).